# Fitzroya

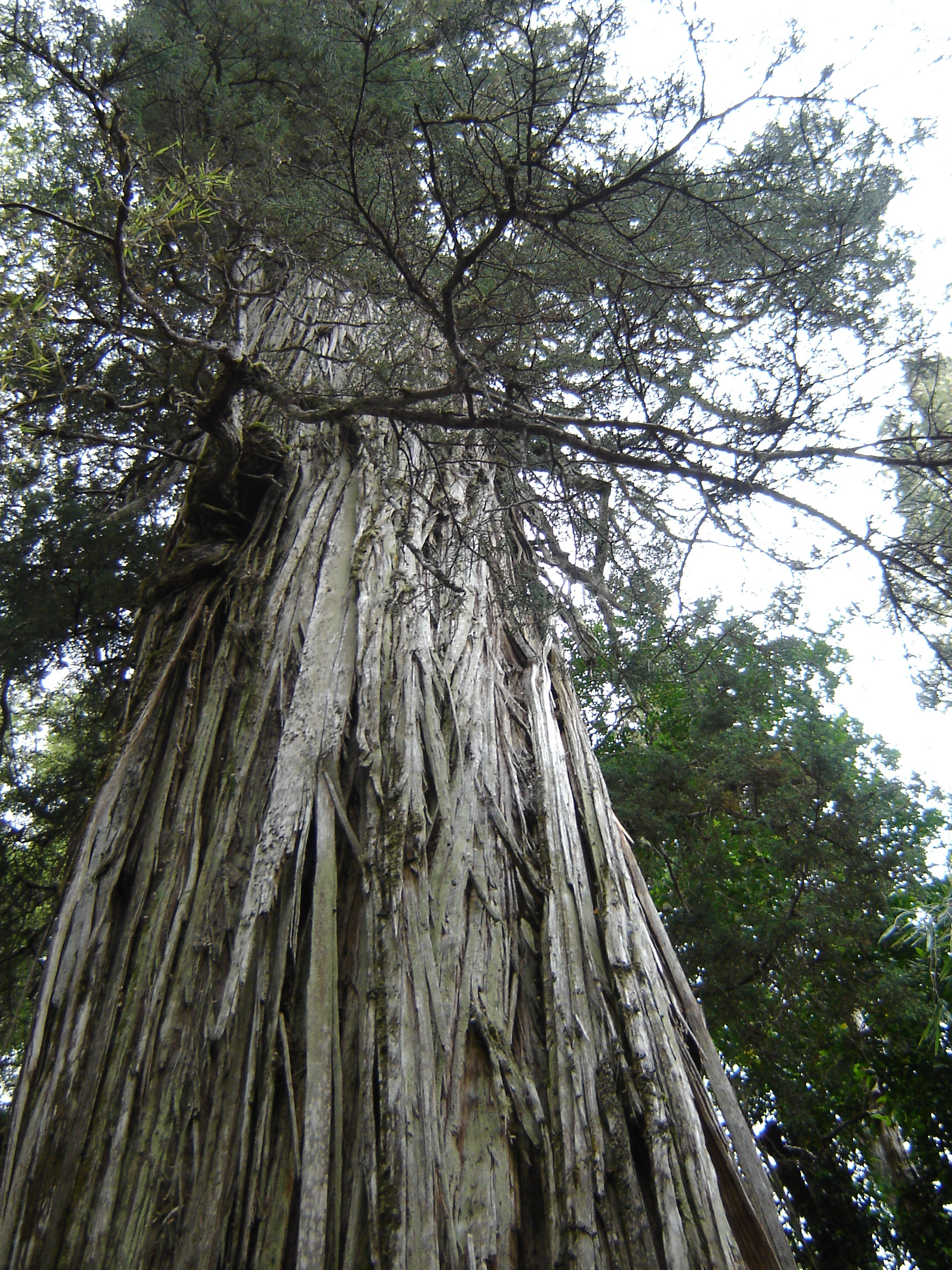
Fitzroya cupressoides milenar no Parque Nacional Los Alerces, Argentina. Idade: 2620 anos, Altura: 57,5 metros, Diãmetro: 2,3 metros.

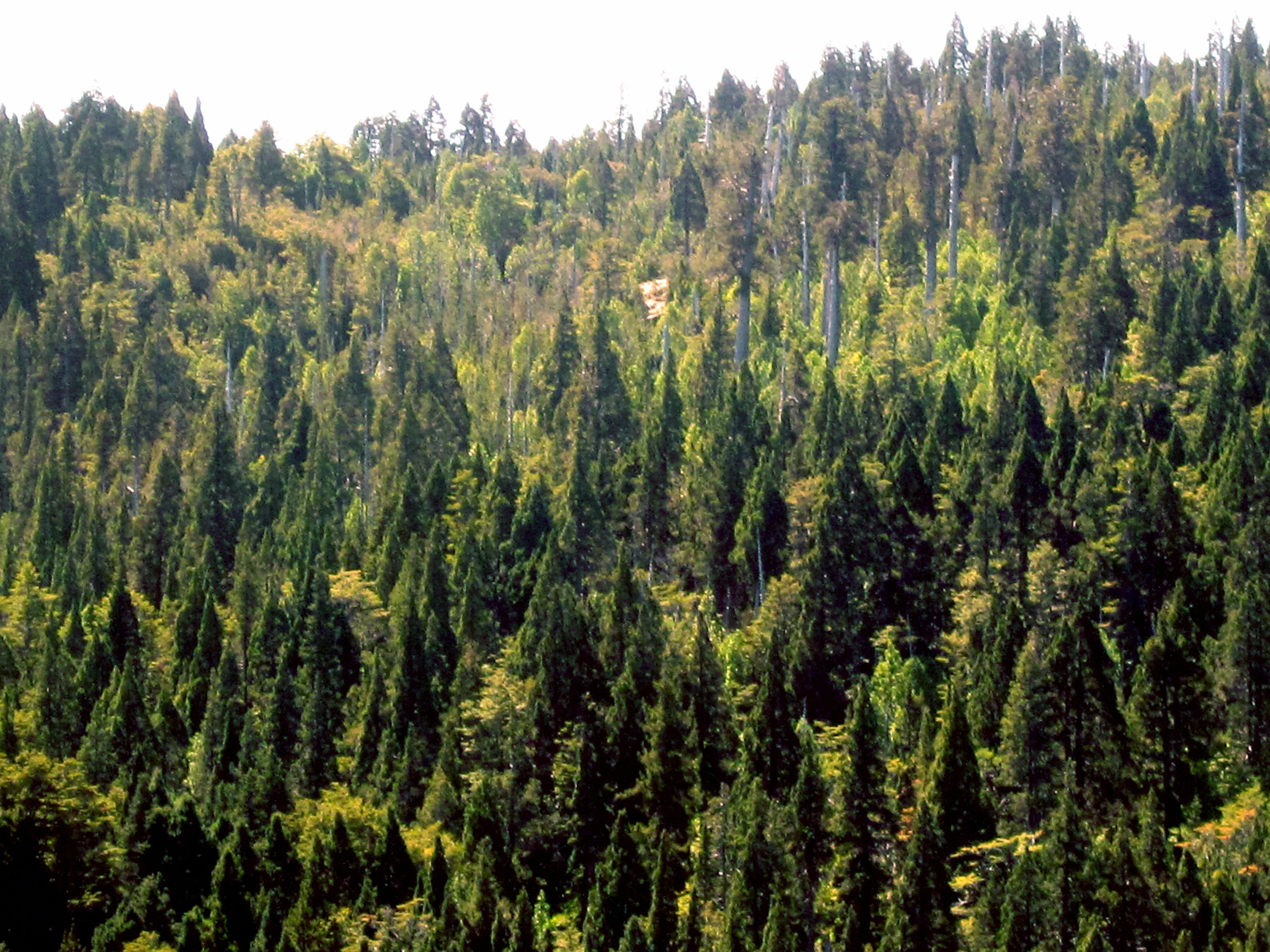
Floresta de Fitzroya no Parque Nacional Alerce Costero, Chile.

Fitzroya é um género monotípico da família Cupressaceae (ciprestes), cuja única espécie extante é Fitzroya cupressoides, o cipreste-da-patagónia ou alerce-da-patagónia, um endemismo da região costeira centro-sul do Chile e dos Andes argentinos. A espécie é uma conífera alta e de vida longa, um membro importante das florestas temperadas valdivianas. O nome genérico é uma homenagem a Robert FitzRoy.

## Descrição

### Morfologia
A Fitzroya cupressoides é a maior espécie de árvore da América do Sul, atingindo normalmente 40-60 metros de altura, mas ocasionalmente mais de 70 metros, e até 5 metros de diâmetro de tronco. A sua copa áspera e piramidal fornece cobertura a espécies como o Nothofagus alpina e a Luma apiculata.
O maior exemplar vivo conhecido é o Alerce Milenario no Parque Nacional Alerce Costero, no Chile, com mais de 60 m de altura, com um diâmetro de tronco de 4,26 m. Existiam exemplares muito maiores antes de a espécie ser fortemente desflorestada nos séculos XIX e XX. Charles Darwin relatou ter encontrado um exemplar com um tronco com 12,6 m de diâmetro.
As folhas são inseridas em espirais decussadas de três, com 3-6 mm de comprimento (até 8 mm de comprimento em plântulas) e 2 mm de largura, marcadas com duas linhas brancas de estomas. É uma espécie dioica, com cones masculinos e femininos em árvores separadas.
Os cones são globosos, com 6-8 mm de diâmetro, abrindo de forma plana até 12 mm de diâmetro, com nove escamas em três espirais de três. Apenas o verticilo central de escamas é fértil, com 2-3 sementes em cada escama. Os verticilos inferior e superior são pequenos e estéreis. As sementes têm 2-3 mm de comprimento e são planas, com uma asa de cada lado. As sementes amadurecem 6-8 meses após a polinização.
A casca espessa de F. cupressoides pode ser uma adaptação aos fogos florestais.
Em 1993, um espécime do Chile, que ficou conhecido por "Gran Abuelo" ou "Alerce Milenario", foi encontrado com 3622 anos de idade, tornando-se a segunda árvore mais antiga com idade totalmente verificada por contagem de anéis de crescimento para qualquer espécie de árvore viva, depois do Pinus longaeva. Investigações mais recentes propuseram que este indivíduo corresponde à árvore mais antiga do mundo.
Uma equipa de investigadores da Universidade da Tasmânia encontrou folhagem fossilizada de uma espécie de Fitzroya no rio Lea, no noroeste da Tasmânia. O fóssil de 35 milhões de anos (do Oligoceno) foi denominado F. tasmanensis. A descoberta demonstra as antigas afinidades florísticas entre a Australásia e o sul da América do Sul, que os botânicos identificam como a flora Antárctica.
Há cerca de 40 a 50 mil anos, durante os períodos interstadiais da glaciação de Llanquihue, a distribuição natural do género Fitzroya e de outras coníferas tinha uma extensão geográfica muito maior e contínua do que a atual, incluindo as planícies orientais da ilha de Chiloé e a área a oeste do lago Llanquihue. Atualmente, Fitzroya cresce principalmente a uma alguma altitude acima do nível do mar. Os povoamentos de Fitzroya perto do nível do mar são muito provavelmente relictos.

### Sistemática
O botânico chileno Juan Ignacio Molina descreveu esta espécie vegetal em 1782 com o nome de Pinus cupressoides. O botânico norte-americano Ivan Murray Johnston referiu-se a este basónimo, mas colocou esta espécie no seu próprio género sob o nome de Fitzroya cupressoides. A primeira descrição completa foi publicada em 1924.
O nome genérico homenageia o oficial da marinha britânica e meteorologista Robert FitzRoy (1805-1865).
Outros sinónimos taxonómicos são: Abies cupressoides (Molina) Poir., Cupresstellata patagonica (Hook.f.) J.Nelson., Fitzroya patagonica Hook.f. ex Lindl., Libocedrus tetragona (Hook.) Endl., Thuja tetragona Hooker.

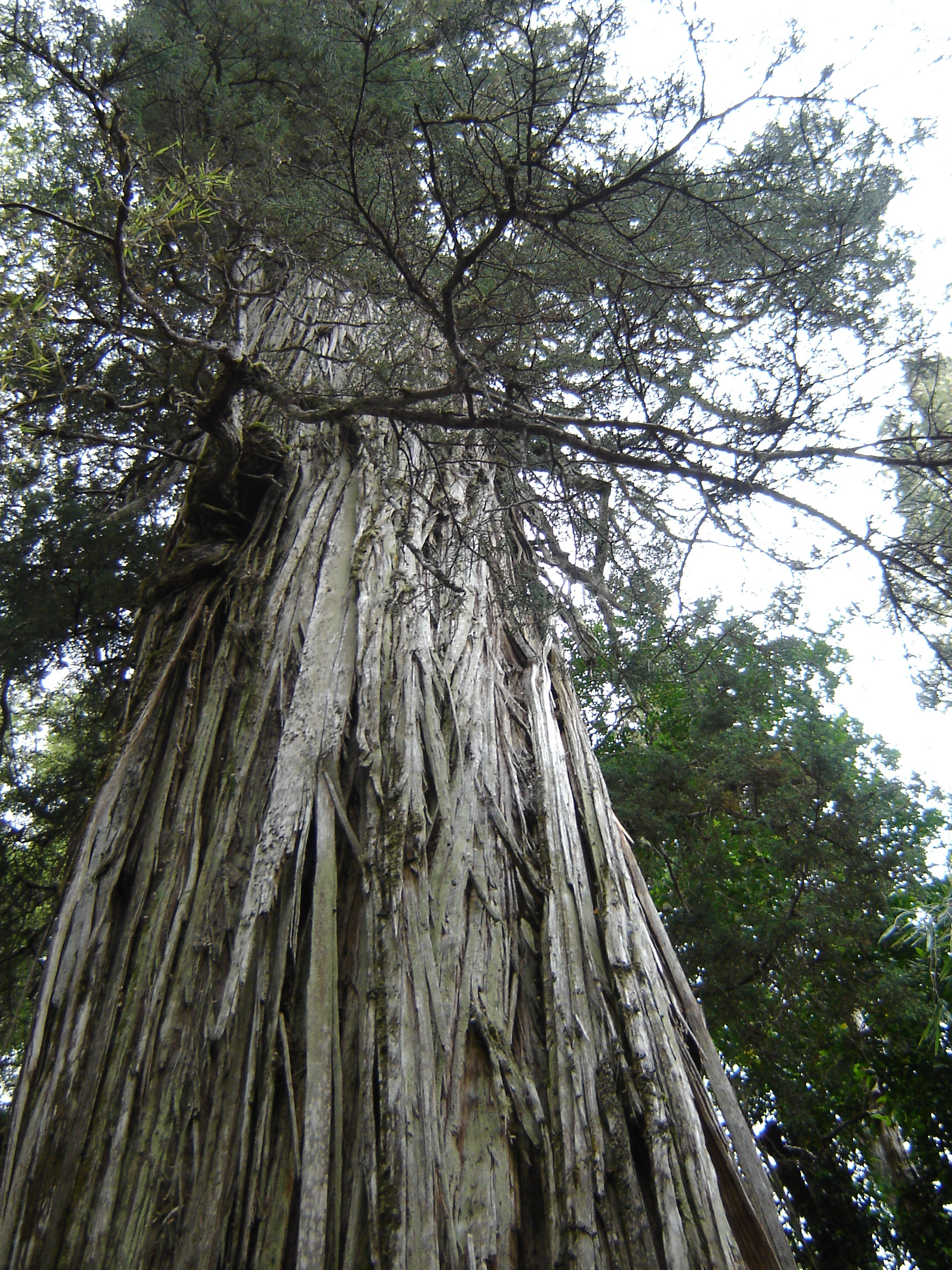
Árvore de grande porte a descascar-se em tiras longitudinais.
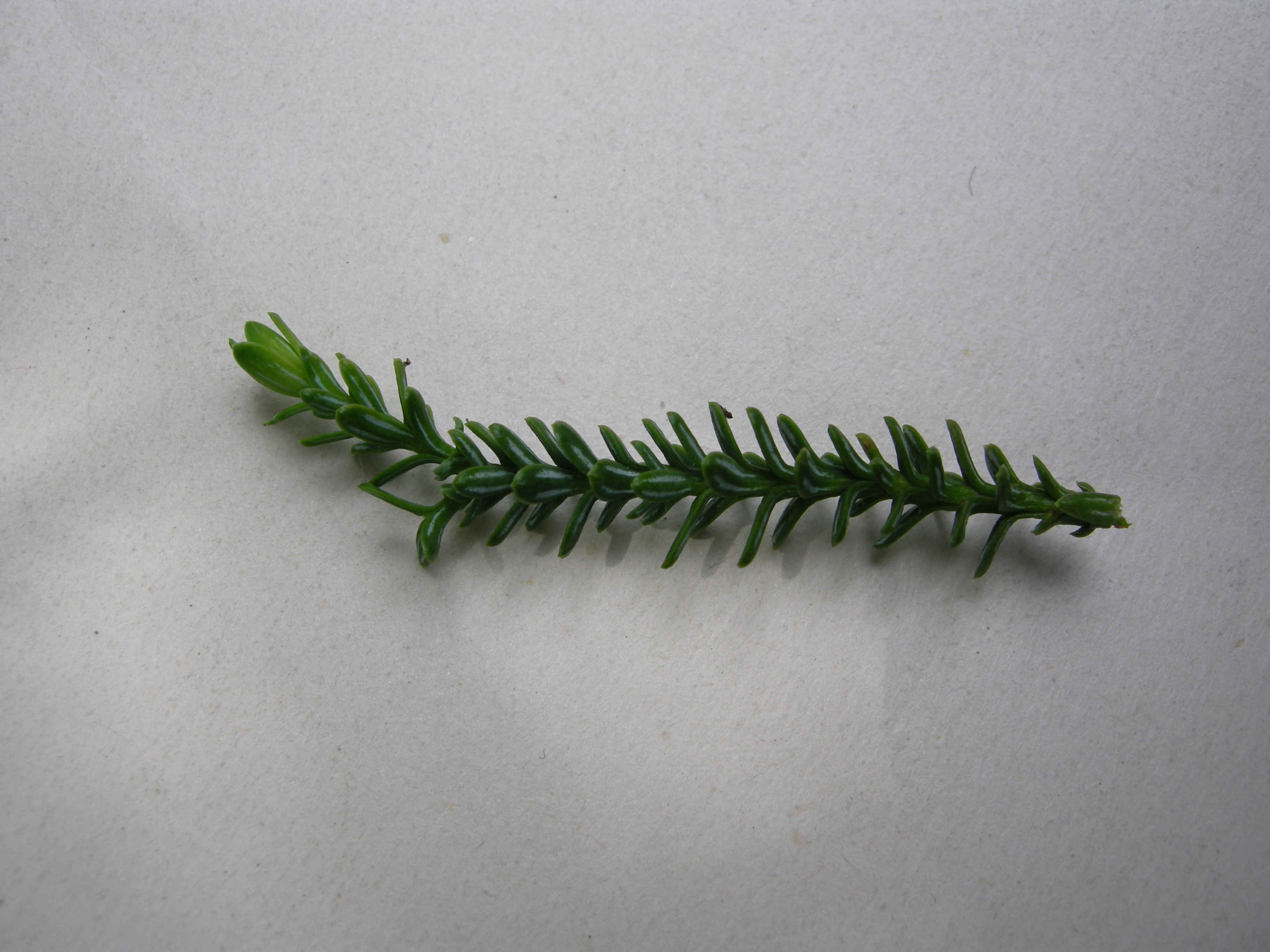
Um raminho com folhas adultas.
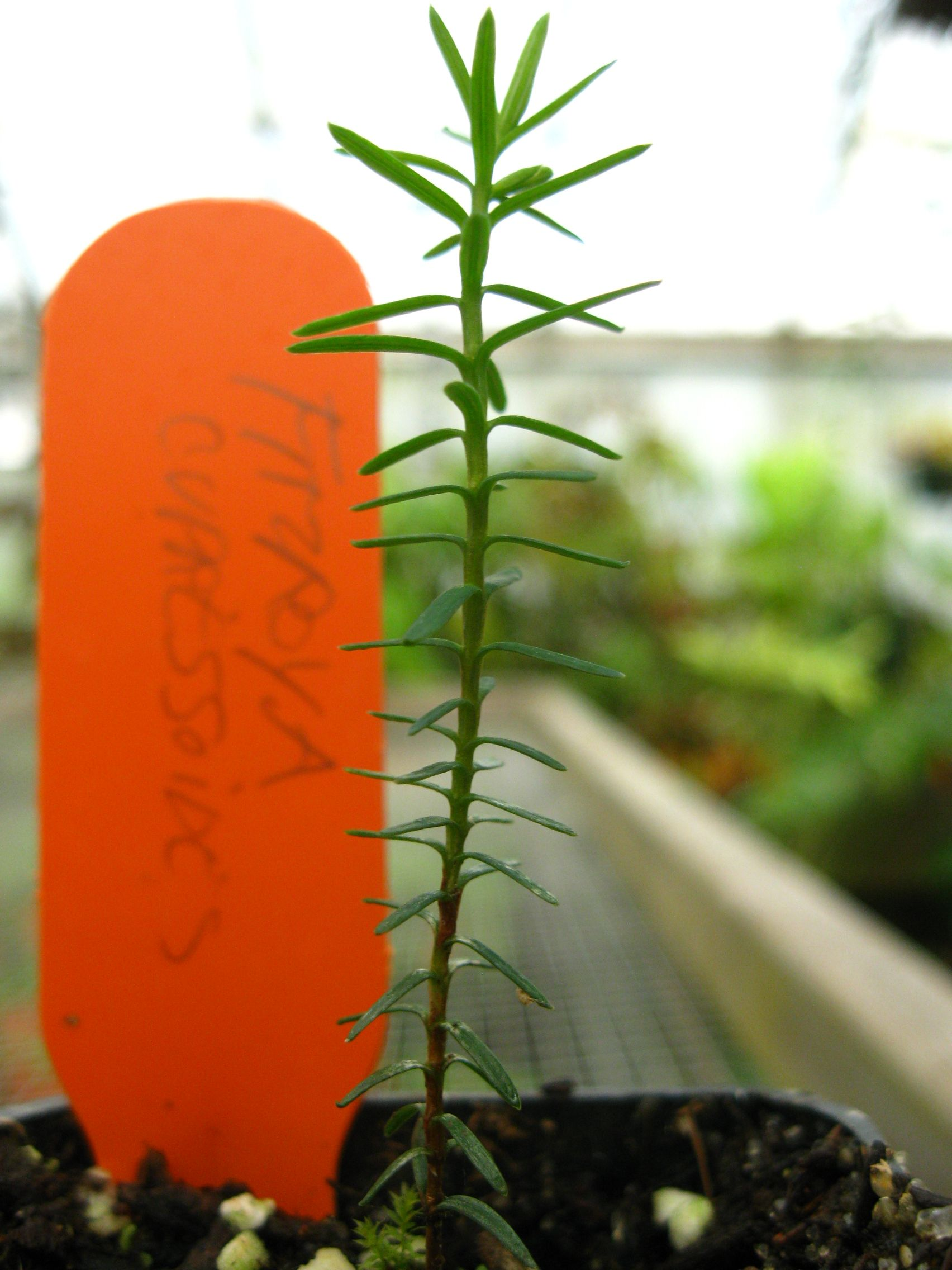
Uma plântula do primeiro ano com folhas juvenis.
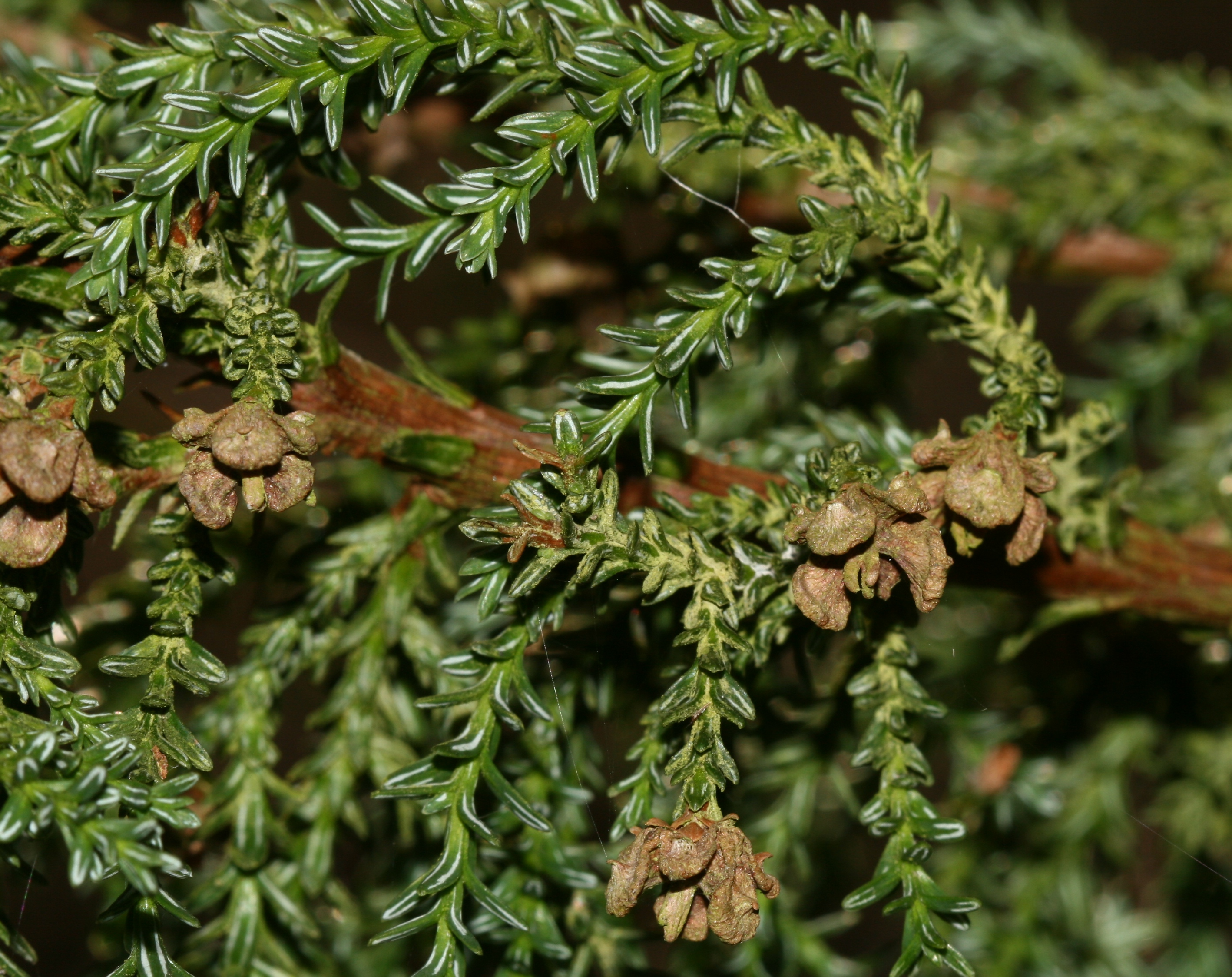
Cones de sementes maduros com escamas abertas.

## História
A madeira de "Fitzroya cupressoides" foi encontrada no sítio do Monte Verde, o que implica que é utilizada desde há pelo menos 13 000 anos. Sabe-se que o povo huilliche utilizava a madeira para fabricar ferramentas e armas.
Aquando da conquista espanhola do arquipélago de Chiloé em 1567, a maior parte das ilhas estava coberta por uma densa floresta onde crescia o F. cupressoides. A madeira tinha importância económica na Chiloé colonial e na colónia de Valdivia, que exportava tabuado para o Peru. Uma única árvore pode render 600 tábuas com largura de pelo menos 0,5 m e comprimento de 5 m. A madeira era muito valorizada no Chile e no Peru por sua elasticidade e leveza. Com a destruição de Valdivia em 1599, Chiloé ganhou maior importância como o único local que podia abastecer o Vice-Reino do Peru com madeira de F. cupressoides, cujo primeiro grande carregamento saiu de Chiloé em 1641.
A madeira de Fitzroya cupressoides era o principal meio de troca no comércio com o Peru, e chegou a ser usada como moeda local, o real de alerce, no Arquipélago de Chiloé. Tem sido argumentado que o exclave espanhol de Chiloé prevaleceu sobre outros assentamentos espanhóis no sul do Chile devido à importância do comércio de alerce.
Entre 1750 e 1943, aproximadamente, quando as terras entre o rio Maullín e Valdivia foram colonizadas por Espanha e depois pelo Chile, ocorreram numerosos incêndios de bosques de Fitzroya na Cordilheira Pelada. Estes incêndios foram iniciados por espanhóis, chilenos e europeus. Anteriormente, entre 1397 e 1750, os bosques de Fitzroya da Cordilheira Pelada também sofreram incêndios provocados por trovoadas e por habitantes indígenas.
Nas décadas de 1850 e 1860, Vicente Pérez Rosales queimou enormes extensões de terras florestadas para fornecer terras limpas para a colonização alemã no sul do Chile. A área afetada pelos incêndios de Pérez Rosales estendia-se por uma faixa no sopé dos Andes, desde o rio Bueno até ao Seno de Reloncaví. Um dos incêndios intencionais mais famosos foi o das florestas de Fitzroya entre Puerto Varas e Puerto Montt em 1863. Essa queimada foi feita aproveitando uma seca em 1863. As queimadas de florestas eram, em muitos casos, necessárias para a sobrevivência dos colonos que não tinham outros meios de subsistência além da agricultura.
A exploração madeireira de Fitzroya continuou até 1976 quando passou a ser proibido por lei (com exceção das árvores já mortas e com a autorização da CONAF, uma Corporação Nacional), embora o abate florestal ilegal ainda ocorra ocasionalmente.